# Singles Collection, Volume 2
The Singles Collection, Volume 2 — второй сборник раритетных композиций бостонской панк-рок-группы Dropkick Murphys, выпущенный 8 марта 2005 года.

## Об альбоме
The Singles Collection, Volume 2 содержит песни, выпущенные на синглах, компиляциях и сплитах. Две песни на нём являются альтернативными версиями песен на ранее выпущенных альбомах Dropkick Murphys, пять песен были написаны группой (одна из которых совместно с Oi!/панк-группой The Business), и остальные являются каверами на известных рок-исполнителей. Кавер-версии песен охватывают диапазон от знаменитых рок-групп, таких как AC/DC и Creedence Clearwater Revival, до не менее влиятельных панк-коллективов, таких как Sham 69 и The Misfits.

## Список композиций
1. «21 Guitar Salute» (Андре Шезингер) — 2:40
2. «Fortunate Son» (Джон Фогерти) — 2:38
3. «On the Attack» (Dropkick Murphys) — 1:26
4. «You’re a Rebel» (Iron Cross) — 2:42
5. «Watch Your Back» (Микки Бьюфой, Стив Брюс, Стив Берджесс, Колин МакФаулл) — 1:54
6. «Vengeance» (Шейн Макгован, Кей Брэдли) — 2:38
7. «It’s a Long Way to the Top (If You Wanna Rock 'n' Roll)» (Ангус Янг, Малькольм Янг, Бон Скотт) — 4:43
8. «Warlords» (The F.U.'s) — 2:23
9. «Alcohol» (Крис Догерти, Чак Стилфен) — 1:54
10. «Pipebomb on Lansdowne (Dance Remix)» (Dropkick Murphys) — 2:00
11. «Nobody’s Hero» (Stiff Little Fingers, Гордон Огилви) — 3:42
12. «Mob Mentality» (Dropkick Murphys, The Business) — 2:18
13. «Informer» (The Business) — 1:56
14. «The Nutrocker (Nutty)» (Ким Фоули) — 1:17
15. «Rock 'n' Roll» (Фил Кэмпбел, Мик «Вёрзель» Бёрстон, Иэн Фрейзер «Лемми» Килмистер, Фил «Грязное Животное» Тэйлор) — 3:27
16. «Hey Little Rich Boy» (Sham 69) — 1:29
17. «Never Again» (Angelic Upstarts) — 2:52
18. «Halloween» (Гленн Данциг) — 1:34
19. «Soundtrack to a Killing Spree» (Dropkick Murphys) — 1:36
20. «Wild Rover» (Traditional, Dropkick Murphys) — 3:24
21. «Working» (Микки Бьюфой, Стив Брюс, Стив Берджесс, Колин МакФаулл) — 2:38
22. «Victory» (Майкл Джей Ши) — 1:43
23. «We Got the Power» (Dropkick Murphys) — 2:46

## Участники записи
- Эл Барр — основной вокал
- Рик Бартон — гитара
- Джеймс Линч — гитара, вокал
- Марк Оррелл — гитара, вокал
- Кен Кейси — бас-гитара
- Мэтт Келли — барабаны
- Джо Дилэйн — волынка в песнях «21 Guitar Salute» и «Mob Mentality»
- Ласт Фредериксен — вокал в песне «Vengeance»
- Дики Барретт — вокал в песне «Rock 'n' Roll»
- Шейн Макгован — вокал в песне «The Wild Rover»